# Église de la Nativité-de-la-Vierge de Pargues
L'église de la Nativité-de-la-Vierge est une église située à Pargues, en France.

## Localisation
L'église est située sur la commune de Pargues, dans le département français de l'Aube.

## Historique
Cette église date des XIIe, XIIIe, XVIIe ,  XVIIIe siècles.
L'édifice est classé au titre des monuments historiques en 1988.

## Galerie d'images

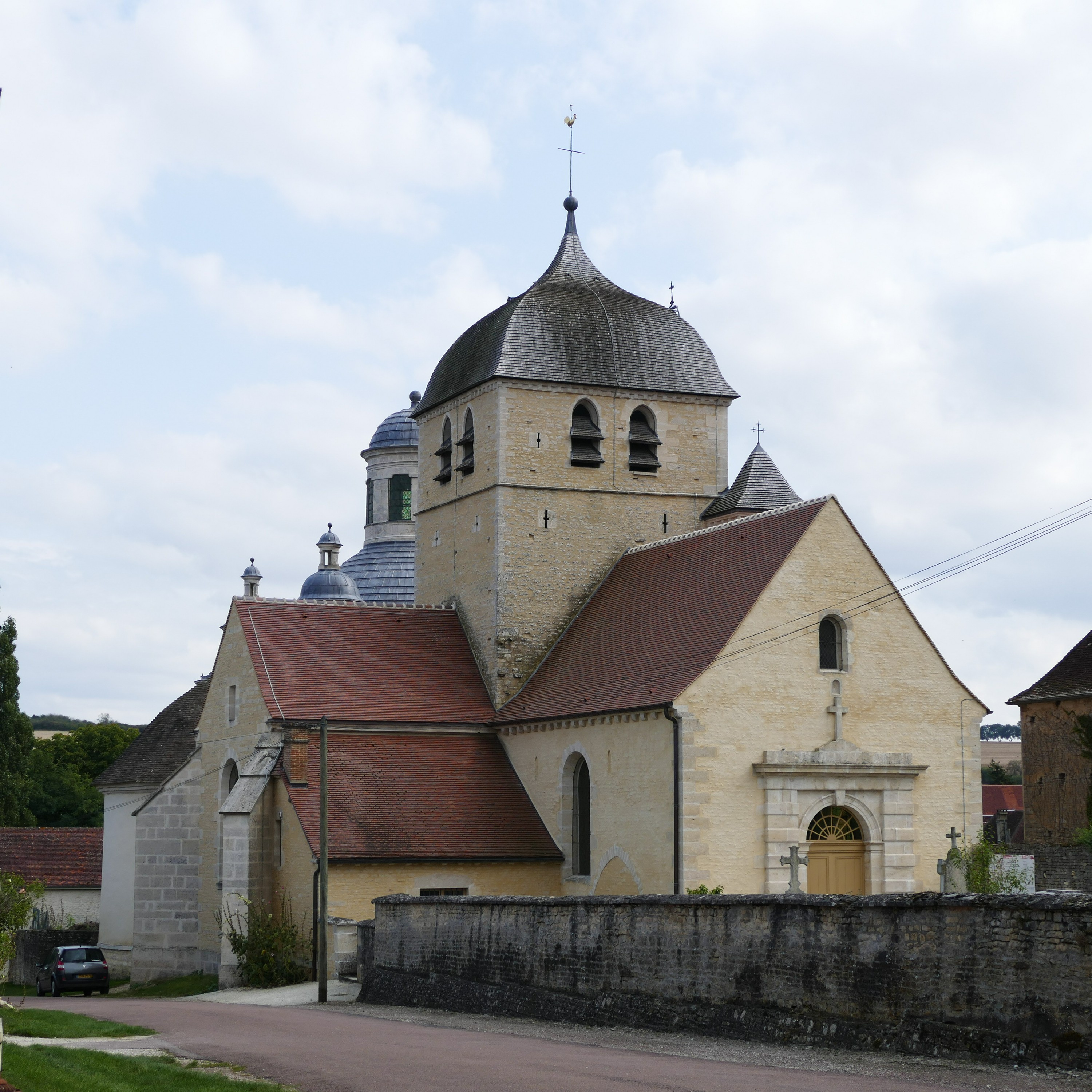
Vue générale.
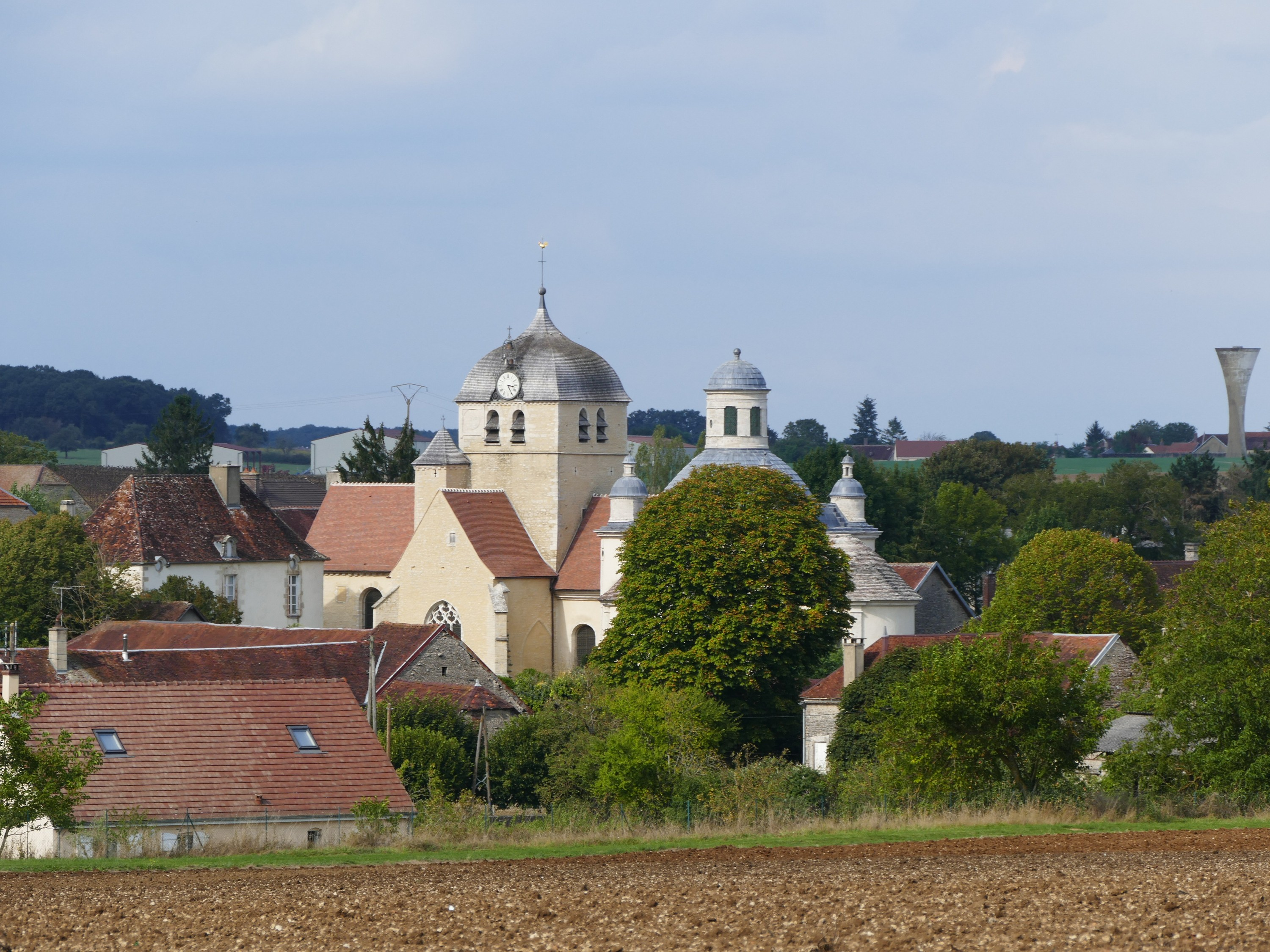
Vue éloignée.
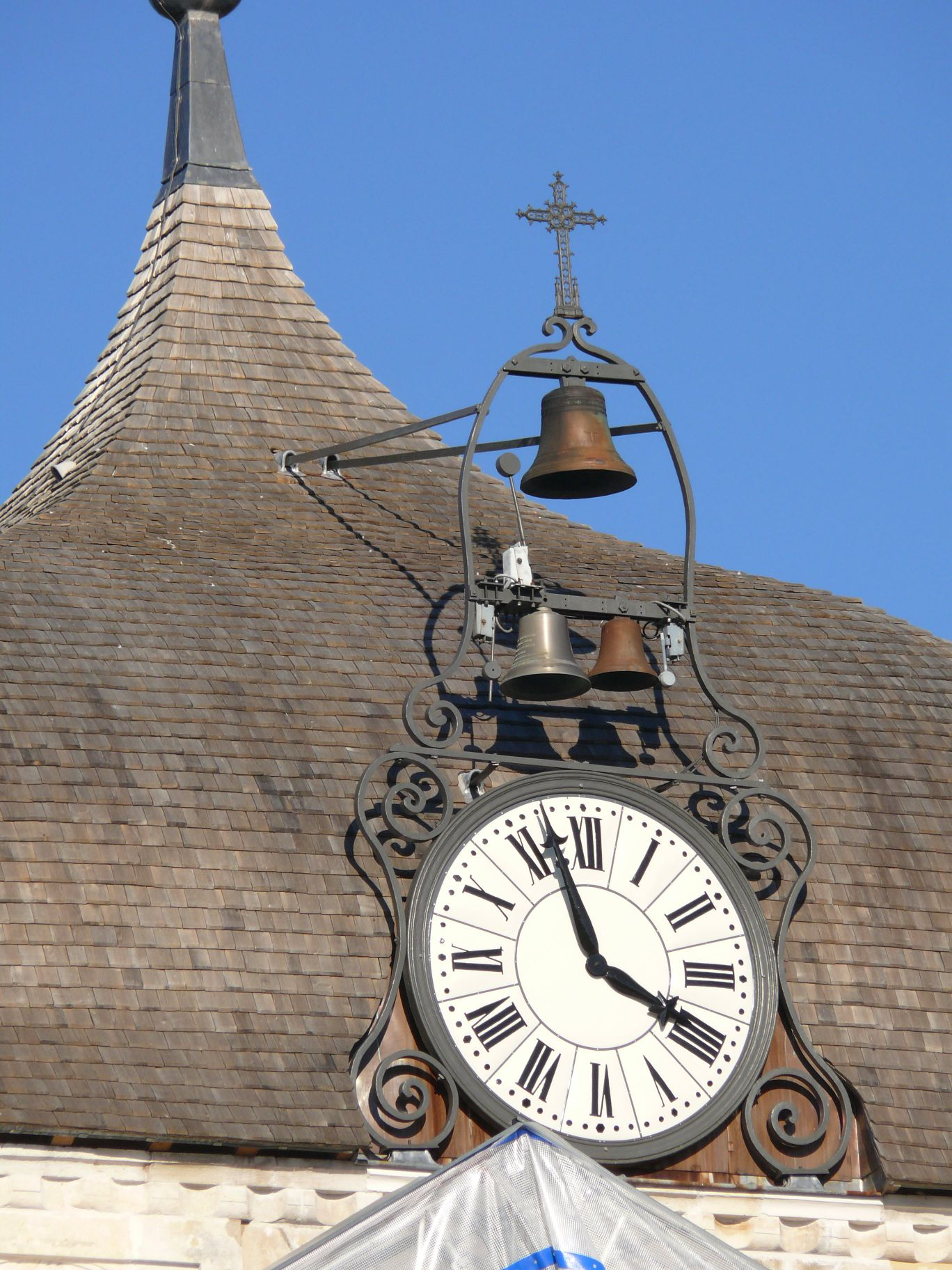
Toit et horloge.